# Vloeibaar kristal
Een vloeibaar kristal (Engels: liquid crystal of LC) is een materiaal dat zich in een aggregatietoestand bevindt die eigenschappen van vaste kristallijne en vloeibare fasen in zich verenigt.

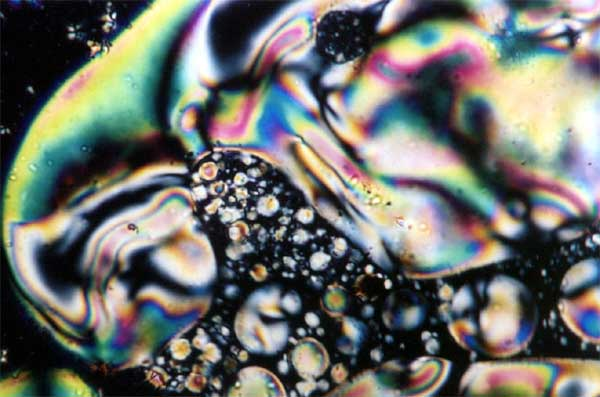
Schlierentextuur van een nematische fase

## Inleiding
Aan de ene kant is het materiaal in staat te vloeien zoals een vloeistof, aan de andere kant zijn de moleculen in de stof op een bepaalde wijze georiënteerd ten opzichte van elkaar. Daardoor is de stof anisotroop (niet-isotroop): de eigenschappen verschillen naargelang de richting waarin men kijkt. Men kan daarom een symmetrie toekennen die lager is dan volledig sferisch, zoals dat bij vloeistoffen gebruikelijk is.
Er zijn verschillende soorten vloeibaar kristal. Zij kunnen o.a. van elkaar onderscheiden worden door hun optisch gedrag. Onder een microscoop valt bijvoorbeeld vaak hun dubbelbrekendheid op. Dit kan onder gekruiste polarisatoren tot prachtig gekleurde beelden leiden (zie afbeelding). Men ziet dan de domeinstructuur. Binnen een domein zijn de moleculen grofweg allemaal in dezelfde richting gelegen. Deze richting verschilt echter van domein tot domein en deze laten daardoor een andere kleur licht door. Verschillende soorten vloeibaar kristal vertonen ook verschillende texturen onder de microscoop.
De vloeibaar kristallijne toestand is een aggregatietoestand net als vast-kristallijn, vloeibaar of gasvormig. Een materiaal dat een vloeibaar kristallijne fase kent is daarom niet altijd in deze toestand. Dit kan bijvoorbeeld van de temperatuur afhangen. Er zijn materialen die bij lage temperatuur vast zijn, vervolgens vloeibaar kristallijn worden en ten slotte smelten tot een gewone vloeistof. Dit soort materialen worden thermotroop genoemd. Daarnaast zijn er lyotrope materialen. Daarbij treedt vloeibaar kristallijn gedrag op afhankelijk van de hoeveelheid oplosmiddel, waarin het mesogene molecuul is opgelost.
Vloeibare kristallen worden toepast als liquid-crystal displays in beeldschermen, horloges en dergelijke.

## Mesogenen
Moleculen die aanleiding geven tot vloeibaar kristallijn gedrag worden mesogenen genoemd. Een dergelijk molecuul moet vrij stijf zijn en een anisotrope vorm hebben. Dat wil zeggen dat het in verschillende richtingen een duidelijk verschillende grootte heeft. We kunnen een aantal grondvormen onderscheiden:
1. Staafvormige moleculen (calamitische mesogenen)
Deze moleculen richten zich in het algemeen in de richting van de lange as van de staaf.
2. Schijfvormige moleculen (discotische mesogenen)
Deze moleculen richten zich juist met hun korte as.
3. Polymeren en colloïdale deeltjes
Ook grotere deeltjes dan moleculen tot micrometergrootte kunnen LC's vormen mits zij maar een vorm hebben die daartoe aanleiding geeft. Dit soort exotische mesogenen vormen in het algemeen lyotropische LC's. Voorbeelden zijn latexdeeltjes, kleideeltjes en zelfs bepaalde virussen zoals het tabaksmozaïekvirus.

## Vloeibaar kristallijne fasen
De verschillende LC-fasen (ook wel mesofasen) kunnen onderscheiden worden naar het soort ordening dat zij vertonen. Twee soorten orde komen voor:
1. Regelmaat in oriëntatie
De moleculen wijzen bij voorkeur in een bepaalde richting.
2. Regelmaat in positie
Er is orde in de plaats waar het molecuul zich bevindt.

Bovendien kan deze orde ofwel op lange afstand te merken zijn ofwel alleen op korte afstand.
De meeste thermotrope LC's gaan over in een isotrope fase (een 'echte' vloeistof) bij hogere temperatuur. In deze fase zijn zowel richting als positie isotroop en willekeurig, hoewel er op zeer korte buurafstanden nog wel enige orde overblijft. Meestal gaat het materiaal ook wat beter vloeien, hoewel ook in de vloeibaar kristallijne toestand vloei mogelijk is.
Op moleculaire schaal is de orde van een LC vrij sterk en de orde binnen een vloeibaar kristal kan zich over een domein uitstrekken tot op micrometerschaal. Echt macroscopische schalen zoals bij vaste kristallijne materialen regelmatig worden bereikt, worden meestal niet gehaald. Wat dat betreft gedraagt een LC-materiaal zich dus overeenkomstig met een vrij fijn poeder. Het is echter wel mogelijk door bijvoorbeeld het aanleggen van een elektrisch veld een macroscopische ordening op te leggen en het gehele materiaal in het veld om te vormen tot een enkel domein. Het is mogelijk dat de ordening in het LC-materiaal zich maar in één richting uitstrekt, terwijl het materiaal in de andere twee richtingen vrijwel wanordelijk is.

### Thermotrope vloeibare kristallen
Thermotrope fasen treden alleen in een bepaald temperatuurbereik op. Is de temperatuur te hoog dan verstoort de temperatuurbeweging de ordening dusdanig dat het overgaat in een isotrope vloeistof. Bij lagere temperaturen stolt het materiaal in een gewoonlijk hoogst anisotrope vaste kristallijne stof.
Vaak treedt er meer dan één fase op bij verwarming en verloopt de ontordening dus stapsgewijs. Het is goed mogelijk eerst een smectische fase te zien gevolgd door een nematische en ten slotte een isotrope vloeistof.

#### Nematische fasen
Een van de gebruikelijkste vormen van LC's is de nematische fase. Er is geen positionele orde (geen translatiesymmetrie) maar wel orde in de richting (rotatiesymmetrie). De stof vloeit waarbij – binnen een domein – de richtingen van de moleculen gehandhaafd blijven, maar de zwaartepunten van de moleculen kunnen vrij ten opzichte van elkaar bewegen. De meeste nematische LC's zijn uniaxiaal: zij bezitten één hoofdas. Men zou zich de moleculen als een stel cilindervormige voorwerpen kunnen voorstellen. Er zijn echter ook systemen waarbij ook in een tweede richting orde optreedt, de biaxiale LC's.
Nematische fasen worden vaak gebruikt voor beeldschermen.

#### Smectische fasen
Smectische fasen worden meestal bij wat lagere temperatuur aangetroffen dan de nematische. In een smectische LC vormen de moleculen goed gedefinieerde lagen die over elkaar heen kunnen glijden, zoals dat ook bij zeep gebeurt. In smectische LC is er dus sprake van positionele orde. In smectisch A fases staan de moleculen haaks op het oppervlak van de laag, in smectisch C onder een bepaalde hoek. Binnen de lagen zijn deze materialen ongeordend zoals in een vloeistof. Er is een groot aantal smectische fasen ieder te onderscheiden door verschillende typen van orde en graad van ordening zowel in positie als in oriëntatie.

#### Chirale fasen

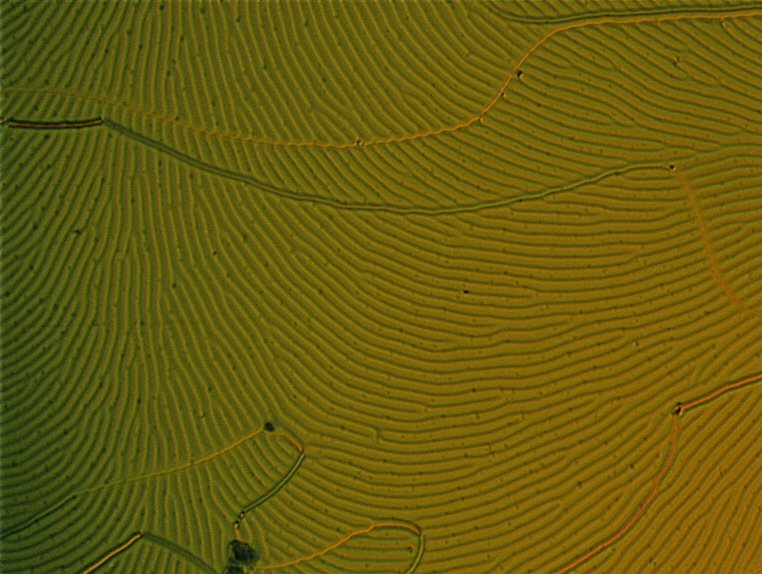
Cholesterische fase van motor in LC K15

Een chirale nematische fase vertoont chiraliteit. Zij verdraaien de richting van polarisatie van gepolariseerd licht. Zij worden vaak cholesterisch genoemd omdat derivaten van cholesterol de eerste zulke materialen waren die bekend werden. Om chiraal te zijn moet een inversiecentrum ontbreken in de symmetrie van het molecuul. Deze fasen vertonen een verdraaiing van de moleculen langs de director met de moleculaire as loodrecht daarop. De eindige draaiingshoek resulteert van de asymmetrische pakking van de moleculen.
In de smectische C* fase zijn de moleculen ruwweg langs de director gericht met een eindige hellingshoek en een verdraaiing ten opzichte van de buurmoleculen. Ook dit veroorzaakt een spiraalsgewijze draaiing langs de director.
De chirale spoed verwijst naar de afstand waarover de mesogenen een volle draaiing van 360 graden ondergaan. Merk echter op dat na een halve spoed de structuur er weer hetzelfde uitziet omdat positieve en negatieve draaiingen elkaar evenbeeld zijn. De spoed kan geregeld worden door de temperatuur te veranderen of meer oplosmiddel toe te voegen. Voor veel materialen ligt de spoed in de orde van de golflengte van zichtbaar licht. Dit zorgt ervoor dat het materiaal unieke optische eigenschappen heeft zoals selectieve reflectie voor bepaalde kleuren. Deze eigenschappen worden uitgebuit in bepaalde toepassingen.

#### Discotische fasen
Schijfvormige mesogenen kunnen zich in lagen ordenen, deze systemen staan bekend als discotische nematische fasen. Als de schijven ook nog kolomsgewijs ordenen spreekt men van een columnaire fase. De kolommen kunnen op zich ook weer geordend zijn bijvoorbeeld in zeshoekige of vierkante roosters. Ook deze fasen kunnen al of niet chiraal zijn.

### Lyotrope LC's
Een lyotroop vloeibaar kristal bestaat uit twee of meer componenten die samen vloeibaar kristallijne eigenschappen vertonen in een bepaald concentratie gebied. Een van beide componenten is in feite een oplosmiddel dat de ruimte tussen de mesogene moleculen opvult. Dit verschaft aan dit soort systemen naaste de temperatuur nog een andere variabele, de concentratie die de eigenschappen beïnvloedt.
Een molecuul dat uit een hydrofiel en een hydrofoob deel bestaat heet een amfifiel molecuul. Veel van dit soort moleculen vertonen lyotroop gedrag. Er bestaat namelijk de neiging om de hydrofiele en hydrofobe delen ruimtelijk van elkaar te scheiden, maar omdat zij in één molecuul samengebonden zijn kan dat slechts op een schaal van nanometers. Zeep is een goed voorbeeld van zo'n systeem.
Afhankelijk van de hoeveelheid oplosmiddel – water bijvoorbeeld – ontstaan er verschillende geordende structuren. In verdunde oplossing zwemmen de moleculen vrijelijk rond zonder onderlinge orde. Bij hogere concentratie vindt spontane opbouw van micellen of vesicles plaats. Deze structuren stellen de hydrofobe delen van de moleculen hun heul bij elkaar te zoeken in plaats van in het energetisch ongunstige gezelschap van het oplosmiddel te verkeren. De hydrofiele kop van het molecuul steekt naar buiten het water in. De min of meer bolvormige aggregaten drijven ongeordend door de vloeistof Bij nog hogere concentratie ondergaan zij onderlinge interacties en ordenen zij vaak in een hexagonale columnaire fase met langgerekte cilindrische amfifiele aggregaten. Dit is de zogenoemde middelste zeep fase. Nog geconcentreerder ontstaat er een lamellaire (gelaagde) structuur. Bij sommige systemen wordt er nog een kubische structuur tussen de hexagonale en de lamellaire structuur aangetroffen.
De structuren die uit amfifiele moleculen worden opgebouwd kunnen daarmee dus allerlei vormen hebben. Soms zijn ze bolvormig, dan weer schijfvormig, staafvormig of ook tweeassig. Deze anisotrope spontaan opgebouwde nanostructuren ordenen zich dan weer tot grotere bouwsels tot een vloeibaar kristallijn domein.
Bij heel hoge concentraties kan het ook tot omgekeerde micellen en andere structuren komen. De hexagonale kolommen bestaan dan uit het ver in de minderheid zijnde oplosmiddel.
Een typische volgorde van fasen bij toenemende concentratie is:
- Niet-continue kubische fase (micellaire fase)
- Hexagonale columnaire fase ('middle phase')
- Bicontinue kubische fase
- Lamellaire fase
- Omgekeerd hexagonale columnaire fase
- Omgekeerd kubische fase (omgekeerd micellair)

Zelfs binnen dezelfde fase zijn de spontaan opgebouwde structuren te veranderen door een concentratieverandering. Bijvoorbeeld in lamellaire fasen verandert de laagafstand bij toename van de hoeveelheid oplosmiddel.

### Metallotrope vloeibare kristallen
Vloeibare kristallen kunnen ook gevormd worden uit een combinatie van een anorganische fase met een laag smeltpunt zoals ZnCl2 en een amfifiel molecuul. ZnCl2 heeft een structuur die is opgebouwd uit een netwerk van ZnCl4 tetraëders. Deze structuur kan goed vergeleken worden met de bouwsteen van de silicaten en ZnCl2 is dan ook een goede glasvormers. Wanneer een zeepachtig materiaal wordt toegevoegd (meestal een zout van een vetzuur met een lange rechte alifatische staart) ontstaan nieuwe fasen die afhankelijk van zowel de verhouding anorganisch-organisch als de temperatuur een rijke variëteit van vloeibaar kristallijne structuren vertonen. Deze klasse materialen wordt metallotroop genoemd.J.D. Martin et al.

## Biologische vloeibare kristallen
Lyotrope vloeibaar kristallijne materialen zijn talrijk in levende wezens. Daarom krijgen lyotrope LC grote aandacht in het vakgebied van de biomimetische chemie. Celmembranen zijn een goed voorbeeld van een vloeibaar kristallijn systeem. Zij bestaan uit staafvormige moleculen, (fosfolipiden) die haaks op het membraanoppervlak staan. Het membraan is daardoor stevig genoeg voor zijn functie maar tegelijkertijd heeft het vloeiende en rekbare eigenschappen. De moleculen waaruit het bestaan kunnen in het vlak van het vlies gemakkelijk bewegen maar niet zo gemakkelijk het vlies verlaten. Het is wel mogelijk het molecuul om te wentelen maar dat gaat maar met moeite. Er kunnen allerlei andere moleculen ingebouwd worden in de gevormde structuur zoals eiwitten die als receptoren dienen. Zij drijven gedeeltelijk vrijelijk rond in het vlies, gedeeltelijk steken zij de omgevende vloeistof in.
Veel andere biologische structuren vertonen vloeibaar kristallijn gedrag. De geconcentreerde eiwitoplossing die een spin voortbrengt om haar rag te spinnen is in feite een vloeibaar kristallijn materiaal. De ordening van de moleculen is zelfs de sleutel tot de grote sterkte van de gesponnen draad. Ook DNA en veel polypeptiden vormen LC's.

## Theoretische beschrijving van LC's
Een microscopische beschrijving van een fluïde fase is niet eenvoudig. Het gaat hier om gecondenseerde fasen met sterke onderlinge wisselwerkingen tussen de moleculen. Dit betekent dat we hier met een ingewikkeld veellichamenprobleem te maken hebben. Dat is al het geval in een gewone vloeistof. In een vloeibaar kristallijn materiaal komt daar nog eens de anisotropie van de wisselwerkingen bij. Toch zijn er een aantal vrij eenvoudige theorieën die ten minste een algemeen beeld van het gedrag van deze interessante materialen geven. Met name de faseovergangen worden redelijk goed begrepen.

### Ordeparameter
De beschrijving van vloeibare kristallen omvat een analyse van de orde in het systeem. Om dit kwantitatief te maken wordt er meestal een ordeparameter gedefinieerd op basis van de tweede
Legendre-polynoom:
{\displaystyle S=\langle P_{2}(\cos \theta )\rangle =\left\langle {\frac {3\cos ^{2}\theta -1}{2}}\right\rangle }
{\displaystyle \theta } is de hoek tussen de as van het mesogene molecuul en de lokale director (de voorkeursrichting van het domein). Dit is een handige definitie: een volledig ongeordend systeem heeft S=0, volledige ordening resulteert in S=1. Meestal ligt de waarde tussen 0,3 en 0,8 en neemt af met stijgende temperatuur. Bij de overgang naar een isotrope vloeistof valt de waarde plotseling naar nul.
De waarde van S kan op verschillende wijze gemeten worden, bijvoorbeeld door diamagnetisme, dubbelbrekendheid, Ramanspectroscopie en NMR.
Hogere Legendretermen van even orde kunnen gebruikt worden om de orde nauwkeuriger te bepalen en dit levert beter inzicht op maar deze hogere momenten van de richtingsverdeling zijn moeilijk te meten.

## Toepassingen
Een wijdverbreide toepassing van LC's is in liquid-crystal displays (lcd-schermen). Een minder bekende toepassing is in CRT-monitors met een liquid crystal color shutter (LCCS-monitors).